# Lophomachia discipennata
Lophomachia discipennata là một loài bướm đêm trong họ Geometridae.